# Жарська Ганна Андріївна
Ганна (Галина) Андріївна Жарська (нар. 1924 — ?) — українська радянська діячка, новатор виробництва, фрезерувальниця Корсунь-Шевченківського верстатобудівного заводу імені Богдана Хмельницького Черкаської області. Депутат Верховної Ради УРСР 6-го скликання.

## Біографія
Закінчила школу.
З середини 1940-х років — учениця фрезерувальника, фрезерувальниця механічного цеху Корсунь-Шевченківського верстатобудівного заводу імені Богдана Хмельницького Київської (з 1954 року — Черкаської) області. Ударниця комуністичної праці.
Член КПРС. Делегат ХХІІ з'їзду КПРС (1961).

## Нагороди
- орден Леніна (7.03.1960)
- ордени
- медалі